# Стара Купавна
Стара Купа́вна (рос. Стара Купавна) — місто у складі Богородського міського округу Московської області, Росія.

## Географія
Місто розташоване на лівому березі річки Шаловка (басейн річки Клязьми), за 15 км від Ногінська і 18 км від Москви (МКАД). На південь від міста розташовується реліктове льодовикове озеро Бісерово.

## Історія
Село Купавна вперше згадується в XIV столітті, з XVIII століття в Купавні працює текстильна фабрика.
В архівах міста зустрічається згадка «відьомський кут» — так у XVII столітті називали це село.

## Населення
Населення — 21811 осіб (2010; 21433 у 2002).

## Промисловість
На території промзони міста працюють понад 30 організацій. Підприємства-платники податків міста: ВАТ Хіміко-фармацевтичний комбінат «Акрихин», ЗАТ «Текстильна фірма „Купавна“», ВАТ «Залізобетон», ВАТ «Мосх», ВАТ «Лакра Синтез», ЗАТ Купавинський дослідно-експериментальний механічний завод, ВАТ «Бісеровський рибокомбінат», ТОВ «Продукти харчування комбінат („Золотий півник“)», ТОВ Виробнича фірма «ТЕХНО-ТТ», ЗАТ «СоюзХімРеактив», ТОВ «Єврофінанс», ТОВ «Лакра-Синтез», ЗАТ" База «1 хімреактивів», ТОВ «Нафтогаз», ЗАТ «Пале-Рояль», ВАТ «Завод Хімреактівкомплект», ЗАТ «Купавна Реактив», ТОВ «Хіміндустрії Інвест», ЗАТ «Інвестер» — філія «Хімтранс», ТОВ «Цинтрина», «Лукойл», Логістичний центр «Купавна», ТОВ «ТК-ТОПАЗ», ТОВ «Сосновий бір», ТОВ «Концерн-РОССІУМ», ТОВ «PCHELP».

### Транспорт
Сполучення з Москвою тільки автобусне. Залізнична станція Купавна на лінії Москва — Нижній Новгород знаходиться за 9 кілометрів від міста в колишньому селищі Купавна (нині частина міста Балашиха) і власне місто практично не обслуговує. Час руху автобуса № 444 до станції метро «Партизанська» становить від 40 хвилин до 2 годин, в залежності від заторів. Час руху електропоїзда (від станції Купавна) до платформи «Серп і Молот» (з переходом на метро «Римська» і «Площа Ілліча» у Москві) складе від 32 до 43 хвилин, або 21-26 хвилин до станції Новогірєєво (вхід на метро).
У місті є тупикова залізнична гілка від станції Купавна, але пасажирського руху на ній немає. Вантажний рух існує.
Автобусне сполучення з Ногінськом і Моніно.

### Культура
- У місті — будинок культури «Купавна» і палац культури «Акрихин».
- З 1998 року виходить щотижнева газета «Стара Купавна». З кінця 2005 року газета «Стара Купавна» виходить вкладкою до газети «Волхонка», накладом не більше 1000 екземплярів.
- З липня 2004 року виходить «Альтернативна газета». За період 2004—2006 років тираж «Альтернативної газети» піднявся до 10300 примірників. У 2005 році на виборах глави МО ДП Стара Купавна перемогу здобув головний редактор «Альтернативної газети» Анатолій Плешань.
- При хіміко-фармацевтичному комбінаті, заснованому у 1815 року, діє музей (вхід вільний).
- 8 вересня 2008 зареєстрована і з травня 2009 року виходить газета «Молода Купавна».
- 7 вересня 2008 року відкрити відеоканал «Стара Купавна».
- 13 серпня 2009 року редакція інтернет-видання «Стара Купавна» і фондом «Континуум Ест» — нові технології в інформаційному обслуговуванні "відкрито віртуальний фото-клуб любителів і професіоналів"Flashback"(Кадр).

## Наука та освіта
У місті — Всеросійський науковий центр з безпеки біологічно активних речовин.
На 2005 рік діють три середніх і початкова школи, школа-інтернат, вечірня школа, ліцей, музична школа, дитячий будинок, хореографічна школа «Ірис»; при Свято-Троїцькому храмі працює недільна школа. Коледж технологій і управління.

## Цікаві факти

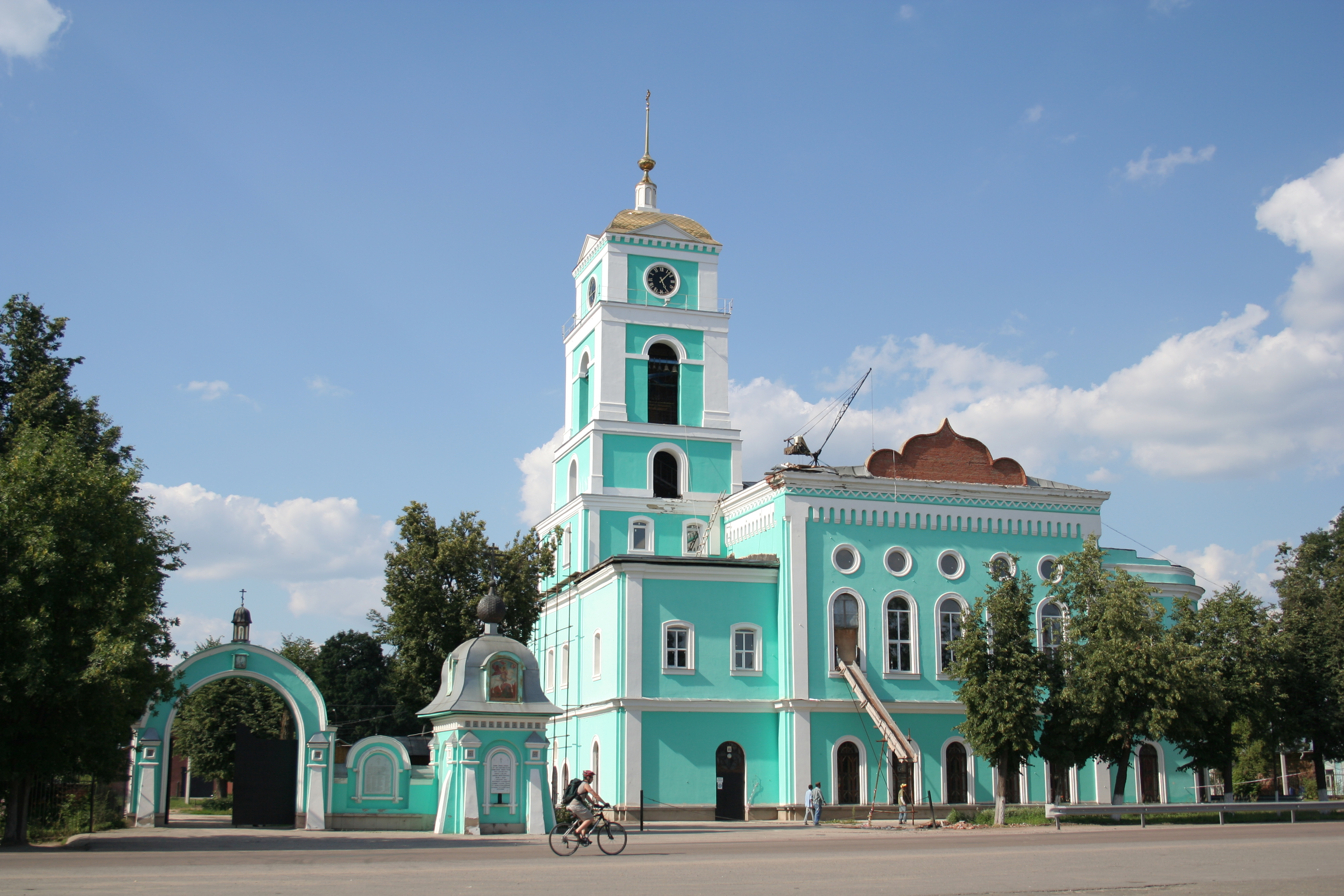
Свято-Троїцький храм в Старій Купавни

Стара Купавна відома своїм Свято-Троїцьким храмом (будівництво завершено у 1751 році); перші відомості про храм Живоначальної Трійці на його місці з XVII століття. Нині храм діє (в 1937-1990 був закритий для богослужінь).
Протягом останніх 10 років у Свято-Троїцькому храмі йдуть ремонтні роботи без відриву від богослужінь. У наш час[коли?] завдяки парафіянам храм практично відновлено.